# Jean-Ignace Jacqueminot
Jean-Ignace Jacqueminot (Naives-Rosières, 14 gennaio 1754 – Parigi, 13 giugno 1813) è stato un giurista e politico francese.